# Raio de Bohr
O raio de Bohr ({\displaystyle a_{0}}) é uma constante física cujo valor é 5,2917721067(12) x 10−11 m.

## Átomo de Bohr
No modelo atômico de Bohr essa constante corresponde ao raio da órbita de ordem 1 e é dada por
{\displaystyle a_{0}=\epsilon _{0}{\frac {h^{2}}{\pi me^{2}}}}
Nessa expressão {\displaystyle \epsilon _{0}} é a constante de permissividade do vácuo e {\displaystyle h} a constante de Planck; {\displaystyle m} e {\displaystyle e} são, respectivamente a massa e a carga do elétron.

## História
A física clássica previa que, uma vez que um elétron ao descrever uma órbita circular está acelerado, ele deve emitir radiação eletromagnética, de acordo com as equações de Maxwell, perdendo dessa forma energia cinética. A perda de energia cinética precipitaria rapidamente o elétron em direção ao núcleo do átomo. Dessa forma a física clássica prevê que não há possibilidade de haver um átomo estável.
Niels Bohr, no espírito da física quântica que estava nascendo, afirmou que o momento angular do elétron é quantizado. Relacionando a força centrípeta do elétron à força de Coulomb e à quantização do momento angular, Bohr pôde calcular o raio de cada camada eletrônica. Utilizando a energia do elétron, calculada a partir da energia cinética e do potencial de Coulomb, e a equação do efeito fotoelétrico, Bohr pôde calcular o comprimento de onda e a frequência de um fóton emitido ou absorvido durante um salto quântico de um elétron a partir da camada inicial e final do salto.
Dessa forma, Bohr obteve resultados que concordavam não só com o potencial de ionização do hidrogênio, como também com o espectro de raias do hidrogênio. Sua fórmula estava de acordo com a fórmula empírica de Johann Jakob Balmer.
Posteriormente, em sua tese de doutorado, Louis de Broglie demonstrou que, tratando o elétron como onda, o momento angular do elétron no átomo corresponde ao postulado de Bohr.